# Hudson Greater Eight
Der Hudson Greater Eight ist ein PKW der Hudson Motor Car Co., der in den Modelljahren 1930 bis 1932 hergestellt wurde und zu den bekannten Serien T und U gehörte. Der Name „Greater Eight“ ist von den 1929er-Modellen abgeleitet, die die Firma „Greater Hudson“ nannte, um ihre Fortschritte in Technik und Styling herauszustellen.
Die Greater Eight wurden auf Fahrgestellen mit 3023 mm (Serie T) oder 3200 mm (Serie U) Radstand gebaut und zeigten Hudsons erste Versuche eines weicheren, nicht so kantigen Designs. Der Greater Eight hat auch einen feinmaschigen Kühlergrill, der ihn von Fahrzeugen anderer zeitgenössischer Marken  unterscheidet. Die Greater Eights bekamen 1932 ein neues, stromlinienförmiges Design. Die Autos erkennt man leicht an ihren einzigartigen gerundet-dreiecksförmigen Scheinwerfern und Parkleuchten, die die Form des dreieckigen Hudson-Logos nachempfinden.
Waren die Vorgänger noch mit gegengesteuerten Motoren ausgestattet, so hatte der Hudson Greater Eight einen seitengesteuerten Reihenachtzylinder mit 3.504 cm³ Hubraum (Bohrung × Hub = 69,9 mm × 114,3 mm), der bei 3.400/min. eine Leistung von 80 bhp (59 kW) entwickelte. Die Motorleistung wurde über eine Einscheiben-Trockenkupplung und ein Dreiganggetriebe mit Mittelschaltung an die Hinterachse weitergeleitet.
1931 wurde der Motor auf 3.830 cm³ aufgebohrt (Bohrung × Hub = 73,0 mm × 114,3 mm) und seine Leistung erhöhte sich auf 87 bhp (64 kW) bei 3.600/min. Im Folgejahr wurde eine noch größere Maschine mit 4.169 cm³ (Bohrung × Hub = 76,2 mm × 114,3 mm) und 101 bhp (75 kW) eingebaut. Der Kühlergrill mit seinem feinmaschigen Netz erhielt eine leichte V-Form.
Im Modelljahr 1933 wurde der Greater Eight durch den Hudson Pacemaker Standard Eight / Major Eight ersetzt.

## Trivia
Am 27. Juli 2014 begann die Berlinerin Heidi Hetzer eine Fahrt um die Erde mit einem Hudson Greater Eight aus dem Jahre 1930 und beendete die Weltreise erfolgreich 2½ Jahre später.